# Cordula Pütter
Cordula Pütter (* 12. November 1960, früher Cordula Borger) ist eine ehemalige deutsche Volleyball- und Beachvolleyballspielerin.
Cordula Pütter spielte als Hallenvolleyballerin in der Bundesliga und in der deutschen Nationalmannschaft. Im Sand war sie deutsche Vizemeisterin 1992, 1993 (mit Tina Klappenbach) und 1995 (mit Beate Paetow) sowie Europameisterin 1995 (mit Beate Paetow).
Pütter ist heute Volleyball-Trainerin, zunächst bei Eintracht Frankfurt, von 2015 bis 2023 bei der TG Hanau und seit 2023 beim TV Neu-Isenburg.
Cordula Pütters Tochter Karla Borger ist heute ebenfalls Beachvolleyballerin.